# کبوتردریایی آدوبون
کبوتردریایی آدوبون (نام علمی: Puffinus lherminieri) پرنده‌ای کوچک به رنگ تیره–سفید است که از اعضای سرده کبوتردریایی‌های آب‌شکاف (Puffinus) تیرهٔ کبوتردریاییان به شمار می‌رود. این پرنده در اقیانوس هند از جنوب ایران و دریای عمان تا کرانه‌های شبه‌جزیره عربستان و شرق آفریقا، غرب و شرق اقیانوس آرام و اقیانوس اطلس زندگی و تخم‌گذاری می‌کند. نام علمی این کبوتر دریایی برگرفته از نام دانشمند فرانسوی، فلیکس لوئی لرمینیه است .
این پرنده، به شکل گروهی، همراه با سایر پرندگان دریایی، در نقاطی که ماهی فراوان است دیده می‌شود.

## ویژگی‌ها
طول کبوتر دریایی ایرانی ۳۰ سانتی‌متر است. این پرنده دارای جثه کوچک به رنگ تیره و سفید است که به سادگی با کبوتر دریایی کوچک اشتباه می‌شود. زیرتنهٔ آن سفید در تضاد با رنگ قهوه‌ای تیرهٔ روتنه‌اش، که از دور سیاه به نظر می‌آید، است و تا زیر سطح چشم‌ها امتداد پیدا می‌کند. از این جهت، کبوتر دریایی ایرانی شباهتی با سایر کبوترهای دریایی ندارد. تفاوت این گونه با کبوتر دریایی کوچک نداشتن رنگ سفید است به طوری که این رنگ تا روی دمگاه و پوشش‌های زیر دم کبوتر دریایی کوچک امتداد دارد. کبوتر دریایی ایرانی همچنین زیربال‌های تیره‌تر با لبهٔ پهن تیره داد که در کبوتر دریایی کوچک سفید و حاشیه‌اش تیره‌رنگ است. بر خلاف کبوتر دریایی کوچک، کبوتر دریایی ایرانی دارای پاهایی به رنگ گوشتی است.
زیرگونه‌ای ایرانی این نوع کبوتر دریایی دارای پوشپرهای زیردم سفید است. پرواز آن با فاصلهٔ اندکی از سطح دریا، با بال‌زدن‌های سریع، همراه با بال‌بازروی‌های کوتاه است و در باد شدید، اغلب منحنی شکل برخاسته و به پروازش ادامه می‌دهد.

## زیستگاه
کبوتر دریایی ایرانی پرنده‌ای دریازی است و به شکل گروهی در شکاف صخره‌ها یا سوراخ‌های روی زمین تخم‌گذاری می‌کند. در ایران، به تعداد اندک، در آب‌های خلیج فارس و دریای عمان مشاهده می‌شود.